# Crimen en la ciudad de Nueva York

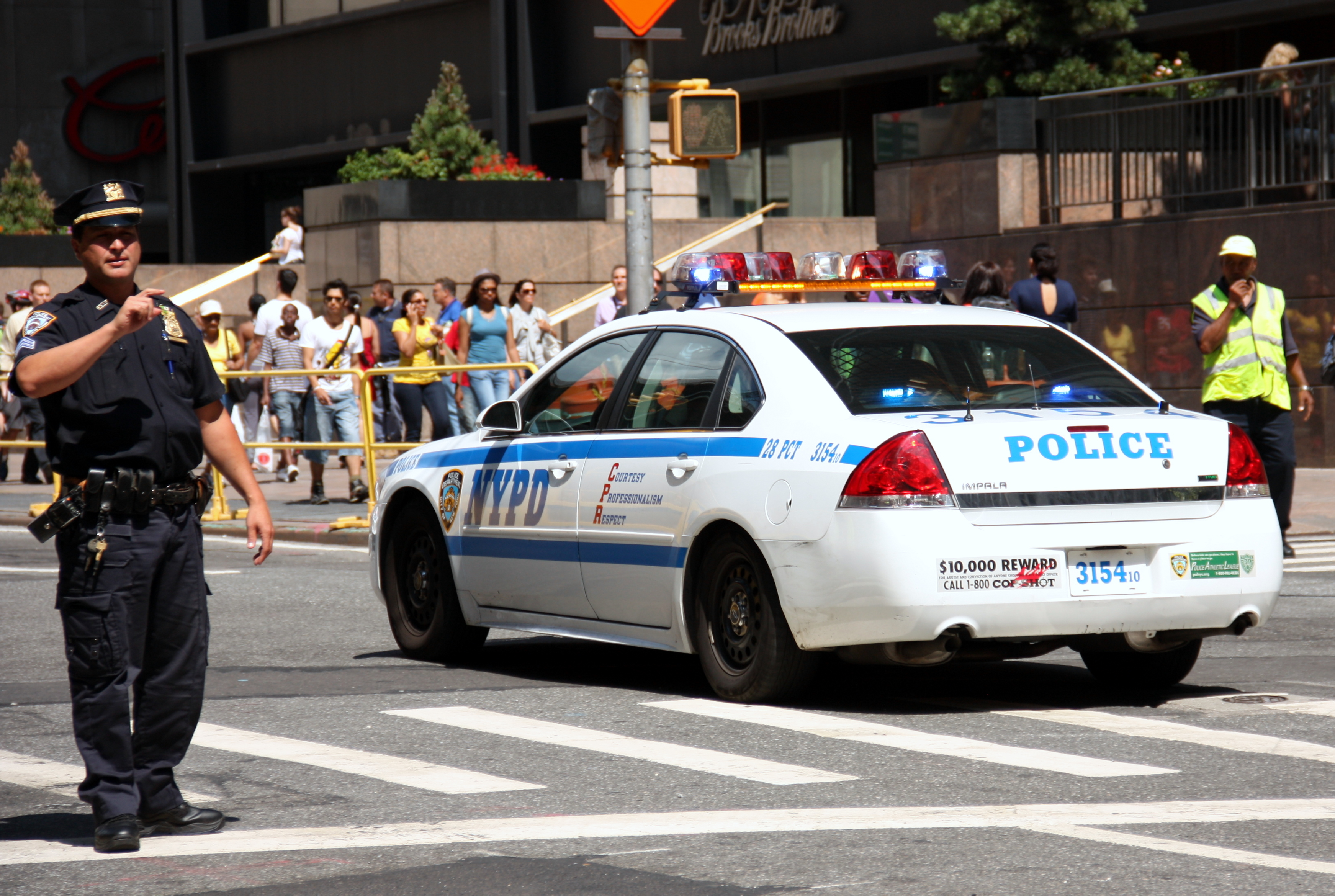
Patrulla policial en la ciudad de Nueva York

El crimen en la ciudad de Nueva York  ha estado disminuyendo desde 1991 y a partir de 2017, su tasa de criminalidad se encuentra entre las más bajas de las principales ciudades de los Estados Unidos.[cita requerida] En 2018, hubo 290 homicidios, el número más bajo desde la década de 1940.[cita requerida]
Las tasas de criminalidad se dispararon en los años 1980 y principios de los 1990 cuando la epidemia de crack golpeó la ciudad. Según un ranking de 50 ciudades de The Economist publicado en 2015, Nueva York era la décima ciudad más segura del mundo, así como la 28ª en seguridad personal.
Durante la década de 1990, el Departamento de Policía de la Ciudad de Nueva York (NYPD, por sus siglas en inglés) adoptó CompStat, la vigilancia de ventanas rotas y otras estrategias en un esfuerzo importante para reducir el crimen. La fuerte caída de la delincuencia en la ciudad se ha atribuido a diversos factores, entre los que se incluyen estas tácticas policiales, el fin de la epidemia de crack y la disminución del envenenamiento por plomo en niños.
En 2020 hubo 447 homicidios, en comparación con los 311 que ocurrieron en el año 2019.

## Historia

### Siglo XIX
El crimen organizado ha estado asociado durante mucho tiempo en la ciudad de Nueva York, comenzando con los cuarenta ladrones y los guardias de cucarachas en los cinco puntos en la década de 1820.
En 1835, el New York Herald fue creado por James Gordon Bennett, Sr, quien ayudó a revolucionar el periodismo al cubrir las historias que atraen a las masas, incluido el reporte de delitos. Cuando Helen Jewett fue asesinada el 10 de abril de 1836, Bennett hizo una investigación innovadora en la escena y reportó, y ayudó a llevar la historia a la atención nacional.
Peter Cooper, a solicitud del Consejo Común, elaboró una propuesta para crear una fuerza policial de 1200 oficiales. La legislatura estatal aprobó la propuesta el 7 de mayo de 1844 y abolió el sistema de vigilancia nocturna.[cita requerida]
El alcalde William Havemeyer reorganizó la fuerza policial y formalmente estableció el Departamento de Policía de la Ciudad de Nueva York (NYPD) el 13 de mayo de 1845. El nuevo sistema dividió la ciudad en tres distritos e instaló tribunales, magistrados, secretarios y comisarías.[cita requerida]

### Asesinatos de alta repercusión
- Helen Jewett fue una prostituta exclusiva de la ciudad de Nueva York cuyo asesinato en 1836, junto con el posterior juicio y la absolución de su presunto asesino, Richard P. Robinson, generó una cantidad sin precedentes de cobertura en los medios.[cita requerida]
- El asesinato de Mary Rogers en 1841 fue cubierto en gran medida por la prensa, que también puso el foco en la ineptitud y la corrupción en el sistema de vigilantes de la ley de la ciudad. En ese momento, la población de la ciudad de Nueva York de 320 000 era atendida por una fuerza arcaica, que consistía en una guardia nocturna, cien oficiales de la ciudad, treinta y un agentes de policía y cincuenta y un policías.[6]
- La mañana del 28 de julio de 1870, Benjamin Nathan, patriarca de una de las primeras familias judías sefardíes en emigrar a Nueva York, fue asesinado a golpes en sus habitaciones en el hotel de la Quinta Avenida. La policía sospechó inicialmente de uno de los sirvientes de la familia. Más tarde, el disoluto hijo de Nathan, Washington, fue mencionado en los periódicos como un posible sospechoso (ya que Albert Cardozo, un familiar por matrimonio, interfirió en la investigación). Sin embargo, nadie fue acusado y el caso sigue sin resolverse.[7]

### Disturbios
Los Draft Riots en julio de 1863 fueron disturbios en Nueva York iniciados por el disgusto de clase trabajadora con el alistamiento militar para luchar en la Guerra de Secesión.
Abraham Lincoln se vio obligado a desviar a varios regimientos de milicias y tropas voluntarias del seguimiento después de la Batalla de Gettysburg para controlar la ciudad. Los manifestantes eran abrumadoramente hombres de clase trabajadora, principalmente irlandeses étnicos, resentidos especialmente porque los hombres más ricos, que podían pagar una tarifa de conmutación de $ 300 ($ 5555 en dólares de 2014) para contratar un sustituto, evitaron el reclutamiento.
Inicialmente con la intención de expresar su enojo por el reclutamiento, las protestas se convirtieron en una revuelta racial, con manifestantes blancos, principalmente, pero no exclusivamente, inmigrantes irlandeses, que atacaban a personas negras dondequiera que pudieran encontrarse.[cita requerida] Se estima que al menos 11 personas negras han sido asesinadas. Las condiciones en la ciudad fueron tales que el general de división John E. Wool, comandante del Departamento del Este, declaró el 16 de julio que "la ley marcial debería ser proclamada, pero no tengo la fuerza suficiente para hacerla cumplir". Los militares no llegaron a la ciudad hasta después del primer día de disturbios, cuando las turbas ya habían saqueado o destruido numerosos edificios públicos, dos iglesias protestantes, las casas de varios abolicionistas o simpatizantes, muchas casas negras y el Asilo de huérfanos de color en la calle 44, y la Quinta Avenida, que fue quemada hasta el suelo.

### Otros disturbios
En 1870, los protestantes irlandeses incitaron a los disturbios de Orange celebrando la Batalla de Boyne con desfiles en barrios predominantemente irlandeses católicos. En la acción policial resultante, 63 ciudadanos, en su mayoría irlandeses, fueron asesinados.
El disturbio de Tompkins Square ocurrió el 13 de enero de 1874 cuando la policía violentamente reprime una manifestación en la que estaban involucrados miles de personas en el parque de Tompkins Square.

### Siglo XX
- 14 de abril de 1903 - El cuerpo mutilado de Benedetto Madonia, que fue visto por última vez el día anterior con varias figuras de alto rango en la familia del crimen Morello, la primera organización mafiosa dominante de la ciudad, se encuentra en un barril de East Village. El más famoso de los asesinatos de barriles de esa época. Después de que la policía de Nueva York arrestó a varios miembros de la familia atados a un anillo local de falsificación. El inspector George W. McClusky, con la esperanza de forzar su cooperación a través de la humillación pública, hizo que los oficiales los acompañaran por las calles de Little Italy esposados a la sede de la policía, un precursor de la caminata de los perpetradores, que desde entonces se ha convertido en una práctica común en la ciudad. Fue contraproducente, ya que los hombres fueron aclamados como héroes por la comunidad de inmigrantes italianos que habían desfilado. Los cargos contra todos los acusados se retiraron posteriormente por falta de pruebas, y el asesinato sigue sin resolverse.[cita requerida]
- 25 de junio de 1906: Stanford White es baleado y asesinado por Harry Kendall Thaw en lo que entonces era Madison Square Gardens. El asesinato pronto sería apodado "El crimen del siglo".[cita requerida]
- 19 de junio de, 1909 - El cuerpo estrangulado de Elsie Sigel, nieta del general de la guerra civil Franz Sigel, 19, se encuentra en un baúl en el barrio chino departamento de León Ling, un camarero en un restaurante chino, diez días después de que fue vista por última vez saliendo del departamento de sus padres para visitar a su abuela. La evidencia encontrada en el apartamento determinó que Ling y Sigel habían estado involucrados románticamente, y se sospechó que fue asesinada, pero nunca fue arrestado. Ningún otro sospechoso ha sido identificado.
- 9 de agosto de 1910: el alcalde[15] de la ciudad James Gallagher disparó en la garganta en Hoboken, Nueva Jersey, al alcalde reformista William Jay Gaynor. Finalmente muere en septiembre de 1913 de un ataque al corazón.
- 4 de julio de 1914 - explosión Lexington Avenue:[16] Cuatro mueren y decenas resultaron heridas cuando la dinamita, cree que se han acumulado por los anarquistas para un intento de hacer estallar John D. Rockefeller 's Tarrytown mansión, se apaga antes de tiempo en un edificio de apartamentos de siete pisos en 1626 avenida Lexington.
- 11 de junio de 1920: Joseph Bowne Elwell, destacado jugador de la subasta de puentes y escritor, recibió un disparo en la cabeza temprano en la mañana en su casa cerrada de Manhattan. A pesar del intenso interés de los medios, el crimen nunca se resolvió (una confesión a la policía fue desestimada porque el hombre que la cometió fue de dudosa cordura). El caso inspiró el desarrollo del subgénero de asesinatos en salas cerradas de la ficción de detectives, cuando Ellery Queen se dio cuenta de que la intensa fascinación pública por el caso indicaba que había un mercado para las tomas ficticias de la historia.[cita requerida]
- 16 de septiembre de 1920: el bombardeo de Wall Street mata a 38 en "el centro preciso, tanto geográfico como metafórico, de la América financiera e incluso del mundo financiero". Se sospechaba de anarquistas (Sacco y Vanzetti habían sido procesados apenas unos días antes) pero nadie fue acusado del crimen.
- 6 de noviembre de 1928 - gánster judío Arnold Rothstein, de 46 años, un jugador ávido mejor recordado por su presunto papel fijación de la Serie Mundial de 1919 murió a causa de heridas de bala infligida el día anterior durante una reunión de negocios de Manhattan. Se negó a identificar a su asesino a la policía. Un compañero de juego que se creía que había ordenado el golpe como represalia por la falta de Rothstein de pagar una gran deuda de un juego de póquer reciente (Rothstein a su vez afirmó que había sido arreglado) fue juzgado y absuelto. Ningún otro sospechoso ha emergido nunca.[cita requerida]
- 6 de agosto de 1930 - La desaparición de Joseph Force Crater, un juez asociado de la Corte Suprema de Nueva York. Fue visto por última vez entrando en un taxi de la ciudad de Nueva York. El cráter fue declarado legalmente muerto en 1939. Su amante Sally Lou Ritz desapareció unas semanas después.[cita requerida]
- 24 de diciembre de 1933 - varios hombres armados matan a puñaladas a Leon Tourian, 53, primado de la Diócesis del Este de la Iglesia Apostólica Armenia en América, mientras realizaban los servicios de Nochebuena. Todos fueron arrestados y condenados el verano siguiente. El asesinato fue motivado por divisiones políticas dentro de la iglesia; El cisma subsiguiente persiste.[cita requerida]
- 19 de marzo de 1935: el arresto de un ladrón de tiendas inflama las tensiones raciales en Harlem y aumenta los disturbios y los saqueos, con tres muertos, 125 heridos y 100 arrestados.[cita requerida]
- 28 de marzo de 1937: Veronica Gedeon, de 20 años, modelo conocida por posar en ilustraciones espeluznantes para revistas de pulpa, es brutalmente asesinada junto con su madre y un huésped en la casa de su madre en Long Island City. El escultor Robert George Irwin, quien dejó una reveladora escultura de jabón en la escena, fue finalmente arrestado después de una persecución a nivel nacional alimentada por la amplia cobertura de los medios en el caso, que se dice fue la más intensa desde el asesinato de Stanford White, capitalizado por el trabajo profesional de Gedeon. Después de que surgieran dudas sobre su cordura durante el juicio, fue condenado a cadena perpetua.[cita requerida]
- 16 de noviembre de 1940: George Metesky planta la primera bomba de sus 16 años de campaña de bombardeos públicos.[cita requerida]
- 11 de enero de 1943: Carlo Tresca un líder sindical italiano-estadounidense que lideró la oposición al fascismo, el estalinismo y el control de los sindicatos por parte de la mafia, fue asesinado a tiros en una intersección de Manhattan durante la noche. Dados los enemigos que había hecho y su propensión a la violencia, la lista de posibles sospechosos era larga; sin embargo, la investigación fue incompleta y nunca se nombró a nadie oficialmente. Los historiadores creen que el sospechoso mayoritariamente sospechoso fue el mafioso Carmine Galante, quien más tarde actuó como jefe de la familia Bonanno, visto huir de la escena, quien probablemente había actuado por orden de un subjefe de Bonanno y el simpatizante fascista que Tresca había amenazado con exponer.[cita requerida]
- 1 de agosto de 1943 - Un disturbio racial estalla en Harlem después de que la policía dispara a un soldado negro y se rumorea que está muerto. El incidente desencadena una mezcla de tensión racial, desempleo y precios altos para un día de disturbios y saqueos. Varios saqueadores son asesinados a tiros, unas 500 personas resultan heridas y otras 500 detenidas.[cita requerida]
- 8 de marzo de 1952 - Un mes después de ayudar a la policía a encontrar al ladrón de bancos Willie Sutton, el vendedor de ropa de 24 años Arnold Schuster es asesinado a tiros afuera de su casa en Brooklyn. Una extensa investigación no identificó a ningún sospechoso, aunque la policía llegó a creer que la familia del crimen Gambino o los asociados de Sutton habían ordenado la muerte de Schuster. La familia de Schuster presentó una demanda contra la ciudad, lo que condujo a un fallo histórico del Tribunal de Apelaciones del estado según el cual el gobierno tiene el deber de proteger a cualquier persona que coopere con la policía cuando se le solicite hacerlo.[cita requerida]
- 25 de octubre de 1957 - El jefe de la mafia, Albert Anastasia, fue asesinado a tiros mientras se afeitaba en una barbería de Manhattan. Al igual que con muchos asesinatos por crimen organizado, sigue sin resolverse oficialmente.[cita requerida]

### Siglo XXI
- Un adolescente que había respondido a un anuncio de Internet colocado por Weber fue condenado por el delito el 22 de julio de 2010: cinco miembros de la familia Jones fueron asesinados en un caso aparente de asesinato-suicidio en la sección de Port Richmond en Staten Island.[cita requerida]
- 11 de febrero de 2011: Maksim Gelman, de 23 años sufre un alboroto de 28 horas, matando a 4 e hiriendo a otros 5 en Brooklyn y Manhattan. Está condenado a cadena perpetua.[cita requerida]
- 13 de julio de 2011: el cadáver de Leiby Kletzky, de 8 años de edad, se encuentra desmembrado en dos lugares de Brooklyn después de que presuntamente fue asesinado por Levi Aron.[cita requerida]
- 5 de septiembre de 2011: más de 67 tiroteos separados tienen lugar en Manhattan, Queens, Brooklyn y el Bronx durante un fin de semana del Día del Trabajo particularmente violento, que dejó 13 muertos. Uno de los tiroteos tuvo lugar a pocas cuadras de la residencia del alcalde Bloomberg y 8 policías dispararon más de 70 tiros en el intercambio, y dos de ellos resultaron heridos en el tiroteo.[cita requerida]
- 17 de diciembre de 2011: Deloris Gillespie, de 73 años, fue quemada viva en su apartamento de Prospect Heights por Jerome Isaac, de 47 años. Isaac fue sentenciado a un mínimo de 50 años de prisión en 2012.[cita requerida]
- 31 de julio de 2012: Ramona Moore, de 35 años, desaparece luego de haber discutido con Nasean Bonie, su superintendente por el alquiler de su apartamento cerca del Parque Crotona en el Bronx. Durante los siguientes dos años, la policía finalmente desarrolló pruebas suficientes para acusarlo de su asesinato a pesar de la ausencia de su cuerpo. Fue encontrado en el Condado de Orange en 2015, la semana antes de su juicio, que habría sido el primer proceso de asesinato sin un cuerpo en la historia de la ciudad, iba a comenzar. En 2016, un jurado absolvió a Bonie, quien ya cumplía condena por agredir a su esposa, del cargo de asesinato, pero lo condenó por homicidio involuntario.
- 24 de agosto de 2012: Jeffrey Johnson, de 58 años, disparó y mató a un ex compañero de trabajo antes de ser disparado y asesinado por agentes de policía fuera del Empire State Building. Un total de 11 personas, incluido el pistolero, fueron fusilados.[cita requerida]
- 25 de octubre de 2012: Lucía y Leo Krim presuntamente fueron apuñalados a muerte por su niñera en su apartamento en Upper West Side.[cita requerida]
- 26 de octubre de 2013: Cinco personas, incluidos cuatro niños, son apuñaladas hasta la muerte en un apartamento en Borough Park, Brooklyn.[cita requerida]
- 1 de junio de 2014: el príncipe Jo de 6 años, fue apuñalado de muerte y una niña de 7 años resultó herida por un hombre en un ascensor en un edificio de apartamentos del este de Nueva Yoshua "PJ" Avitto. Un joven de 27 años fue arrestado.[cita requerida]
- 17 de julio de 2014: Eric Garner, un hombre negro de 43 años en Staten Island, murió luego de que se le aplicara un estrangulamiento durante una confrontación con la policía por la venta de cigarrillos sin impuestos; el incidente, capturado en el video del teléfono celular, mostró que el asmático Garner había gritado repetidamente "¡No puedo respirar!". El caso atrajo la atención nacional, ya que ocurrió tres semanas antes del tiroteo de Michael Brown, igualmente racial, en Ferguson, Missouri. Un gran jurado se negó a acusar a Daniel Pantaleo, el oficial involucrado.
- 20 de noviembre de 2014: Un hombre de Brooklyn de 28 años, Akai Gurley, es asesinado a tiros por un novato oficial de la policía de Nueva York Peter Liang durante una "patrulla vertical" en las escaleras de los proyectos de viviendas Louis H. Pink en el este de Nueva York. Liang fue declarado culpable de homicidio en febrero de 2016; Actualmente está apelando el veredicto.[cita requerida]
- 20 de diciembre de 2014: Un hombre armado mata a dos oficiales de la policía de Nueva York y luego a sí mismo en Bedford Stuyvesant Brooklyn.[cita requerida]
- 2 de mayo de 2015: los agentes de policía Brian Moore y Erik Jansen reciben un disparo en Queens por Demetrius Blackwell después de que le piden que se detenga mientras camina por la calle. Moore murió en el hospital dos días después. Blackwell fue arrestado pronto y enfrenta cargos de asesinato.[cita requerida]
- 17 de mayo de 2015: el rapero Chinx y otro herido en un tiroteo a lo largo de Queens Boulevard; Él muere en el hospital más tarde. El asesinato sigue sin resolverse.[cita requerida]
- Enero de 2016: al menos seis ataques de roza dirigidos a extraños al azar ocurren en varias plataformas del metro en toda la ciudad. Al menos dos sospechosos han sido arrestados en relación con los incidentes.
- 9 de septiembre de 2016: 31 personas resultaron heridas en un bombardeo a presión en Chelsea, Manhattan. Un bombardeo ocurrió ese mismo día en Seaside Park, Nueva Jersey y como resultado nadie resultó herido. Un sospechoso en ambos atentados fue arrestado al día siguiente después de un tiroteo en Linden, Nueva Jersey, que lo dejó a él ya tres policías heridos.[cita requerida]
- 30 de junio de 2017: Ataque del Bronx Lebanon Hospital: un exempleado, Henry Bello, dispara y mata a un médico y hiere a otras seis personas en el hospital antes de suicidarse.[cita requerida]
- 31 de octubre de 2017: Un ataque terrorista mata a ocho y hiere a once en el centro de Manhattan.[cita requerida]
- 20 de junio de 2018: miembros de la pandilla dominicana Trinitario en el barrio de Belmont en el Bronx, asesinaron a Lesandro "Junior" Guzmán-Feliz, de 15 años. La muerte ocurrió en un caso de identidad equivocada, en el que Guzmán-Feliz fue confundido con un miembro de una pandilla rival. La indignación pública surgió cuando el video gráfico del asesinato comenzó a circular en Internet. El video muestra a Guzmán-Feliz siendo arrastrado fuera de una bodega por un grupo de hombres que golpean repetidamente a la víctima con un machete y lo apuñalan con cuchillos. Doce sospechosos, todos miembros del trinitario. pandilla, han sido arrestados en relación con la muerte de Guzmán-Feliz.[17]

Las tendencias recientes del crimen los Fraudes en Wall Street se ha convertido en sinónimo de intereses financieros, a menudo utilizados negativamente. Durante la crisis de las hipotecas de alto riesgo de 2007 a 2010, se culpó al financiamiento de Wall Street como una de las causas, aunque la mayoría de los comentaristas culpan a una interacción de factores. El gobierno de EE. UU. Con el Programa de Alivio de Activos Preocupados rescató a los bancos y patrocinadores financieros con miles de millones de dólares de los contribuyentes, pero el rescate a menudo fue criticado por motivos políticos y fue criticado por periodistas y por el público. El analista Robert Kuttner en el Huffington Post criticó el rescate por ayudar a grandes firmas de Wall Street, como Citigroup, mientras descuidaba ayudar a pequeños bancos de desarrollo comunitario como el ShoreBank de Chicago. Un escritor del Huffington Post examinó las estadísticas del FBI sobre robos, fraudes y delitos y llegó a la conclusión de que Wall Street era el "barrio más peligroso de los Estados Unidos" si se consideraba el fraude de $ 50 mil millones cometido por Bernie Madoff. Cuando las grandes empresas como Enron, WorldCom y Global Crossing fueron declaradas culpables de fraude, a menudo se culpaba a Wall Street, a pesar de que estas empresas tenían sedes en todo el país y no en Wall Street. Muchos se quejaron de que la legislación resultante de Sarbanes-Oxley frenó el clima de negocios con regulaciones que eran "excesivamente gravosas".[cita requerida]
Los grupos de interés que buscan el favor de los legisladores de Washington, como los concesionarios de automóviles, a menudo han tratado de mostrar sus intereses como aliados con Main Street en lugar de Wall Street, aunque el analista Peter Overby de National Public Radio sugirió que los concesionarios de automóviles han escrito más de $ 250 mil millones En créditos de consumo y tienen lazos reales con Wall Street. Cuando el Tesoro de los Estados Unidosrescatando a grandes firmas financieras, para detener aparentemente una espiral descendente en la economía de la nación, hubo una tremenda caída política negativa, particularmente cuando surgieron informes de que el dinero que se usaba para aliviar las restricciones de crédito se estaba usando para pagar bonificaciones a empleados altamente pagados. El analista William D. Cohan argumentó que era "obsceno" cómo Wall Street cosechó "ganancias y bonos masivos en 2009" después de ser salvado por "billones de dólares del tesoro de los contribuyentes estadounidenses" a pesar de la "avaricia y riesgo irresponsable de Wall Street". tomando." La reportera del Washington Post Suzanne McGee llamó a Wall Street para hacer una especie de disculpa pública a la nación, Lloyd Blankfein no había expresado su pesar a pesar de haber sido demandado por la SEC en 2009. McGee escribió que "los banqueros no son los únicos culpables, sino sus denegaciones de responsabilidad demasiado simplistas y la ocasional y vaga expresión de arrepentimiento". Ir lo suficientemente lejos como para desviar la ira. La Sede estadounidense de Deutsche Bank en Wall Street en 2010, pero el analista jefe de banca en Goldman Sachs, Richard Ramsden, se muestra "no arrepentido" y considera que "los bancos son los dinamos que dan poder al resto de la economía". Ramsden cree que "asumir riesgos es vital" y dijo en 2010: Puede construir un sistema bancario en el que ningún banco fallará, en el que no hay apalancamiento. Pero habría un costo. No habría prácticamente ningún crecimiento económico porque no habría creación de crédito. Otros en la industria financiera creen que han sido castigados injustamente por el público y los políticos. Por ejemplo, Anthony Scaramucci le dijo al presidente Barack Obama en 2010 que se sentía como una piñata, "golpeado con un palo" por "políticos hostiles". Las fechorías financieras de varias figuras a lo largo de la historia de Estados Unidos a veces proyectan una sombra oscura sobre la inversión financiera en general, e incluyen nombres como William Duer, Jim Fisk y Jay Gould (se cree que los dos últimos estuvieron involucrados en un esfuerzo por derrumbar a los EE. UU.) mercado del oro en 1869, así como figuras modernas como Bernard Madoff que "robó miles de millones de inversionistas". Además, las imágenes de Wall Street y sus figuras han aumentado de tamaño. La película de Wall Street de Oliver Stone, de 1987, creó la figura icónica de Gordon Gekko, quien utilizó la frase "la codicia es buena", que se hizo popular en el lenguaje cultural. De acuerdo con una cuenta, el personaje de Gekko fue un "ascenso directo" del real comerciante de bonos basura Michael Milken, que luego se declaró culpable de cargos por delitos graves por violar las leyes de valores. Stone comentó en 2009 cómo la película había tenido una influencia cultural inesperada, no causando que se alejaran de la codicia corporativa, sino que causó que muchos jóvenes elijan las carreras de Wall Street debido a esa película. Un reportero repitió otras líneas de la película:

Estoy hablando de líquido Lo suficientemente rico como para tener tu propio jet. Lo suficientemente rico como para no perder el tiempo. Un jugador. Las Líneas del guion de Wall Street. Las firmas de Wall Street también han contribuido a proyectos como Hábitat para la Humanidad, así como a programas de alimentos en Haití y centros de trauma en Sudán y botes de rescate durante las inundaciones en Bangladesh.

## Galería

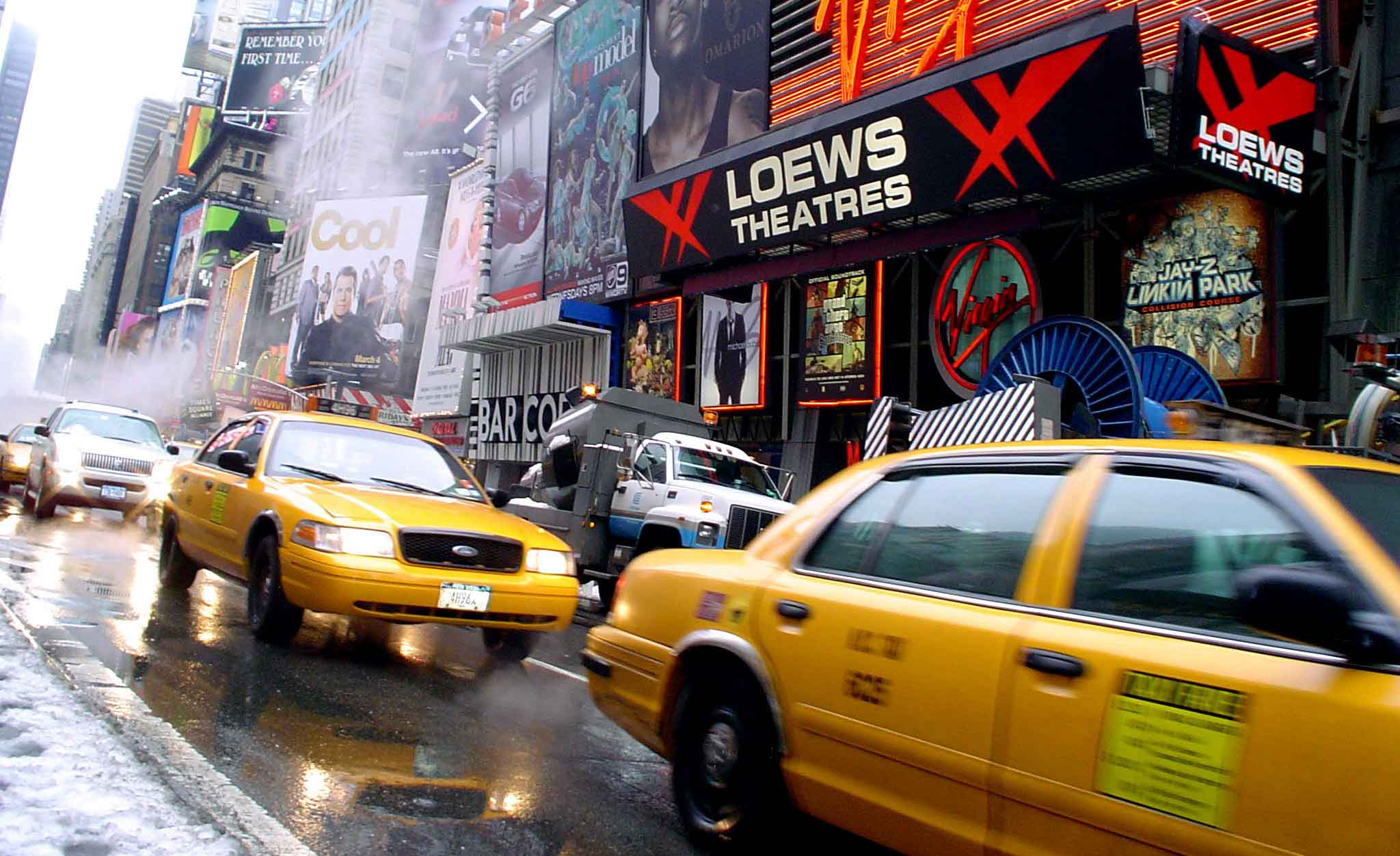
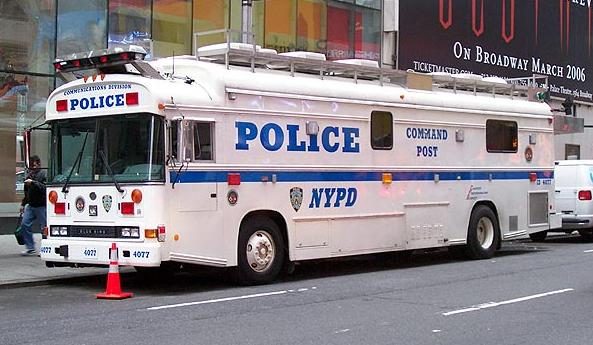
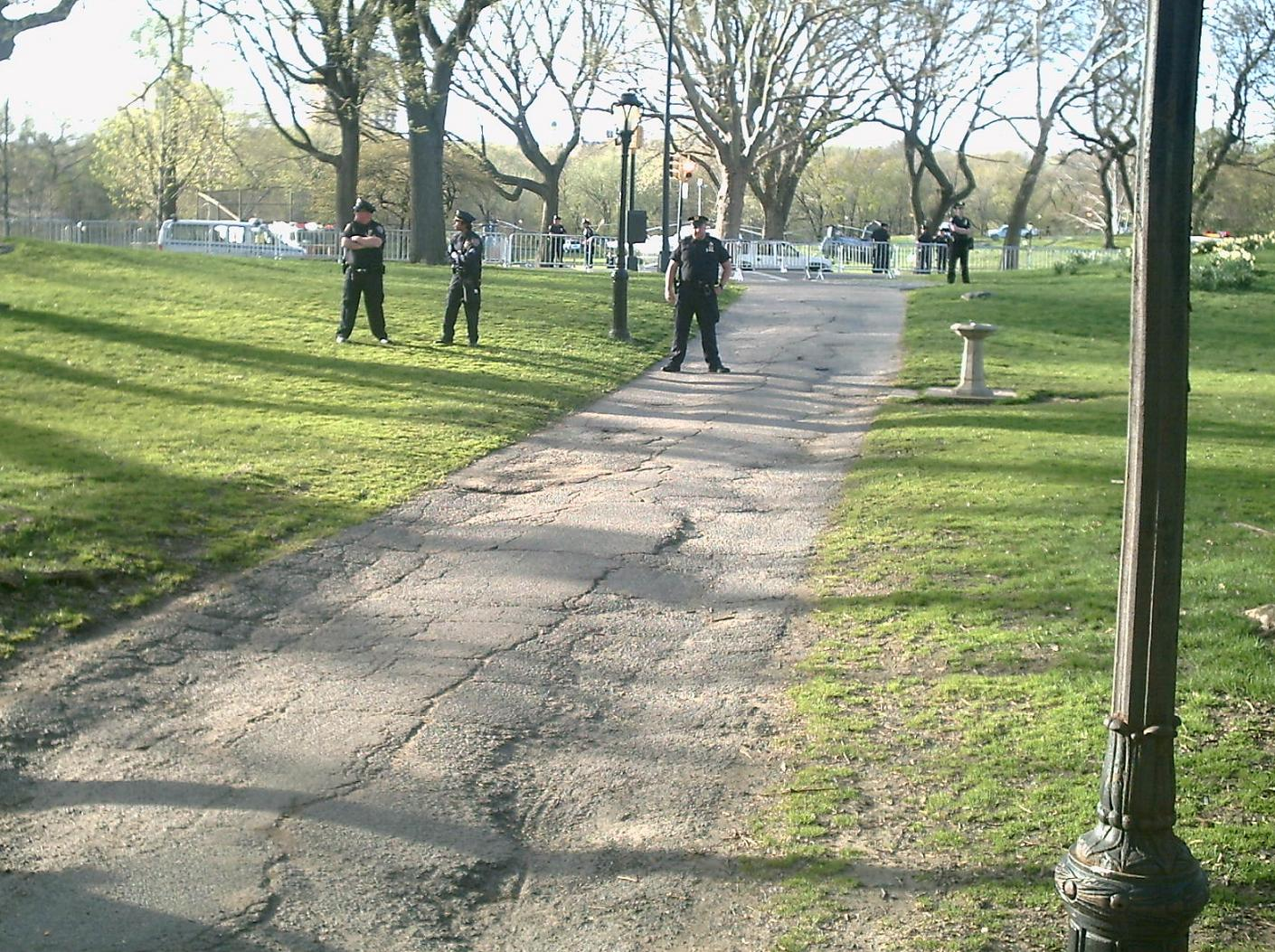
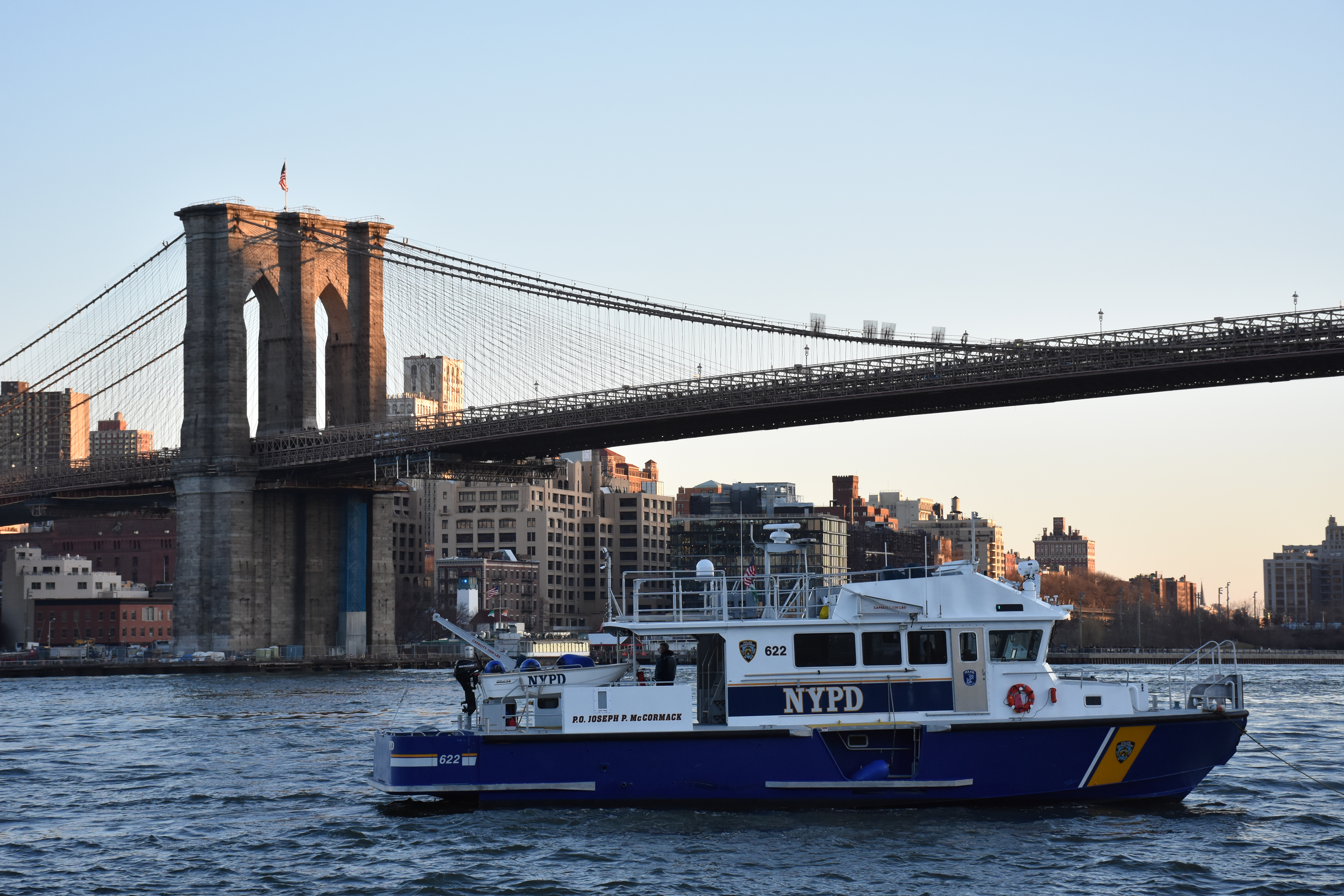
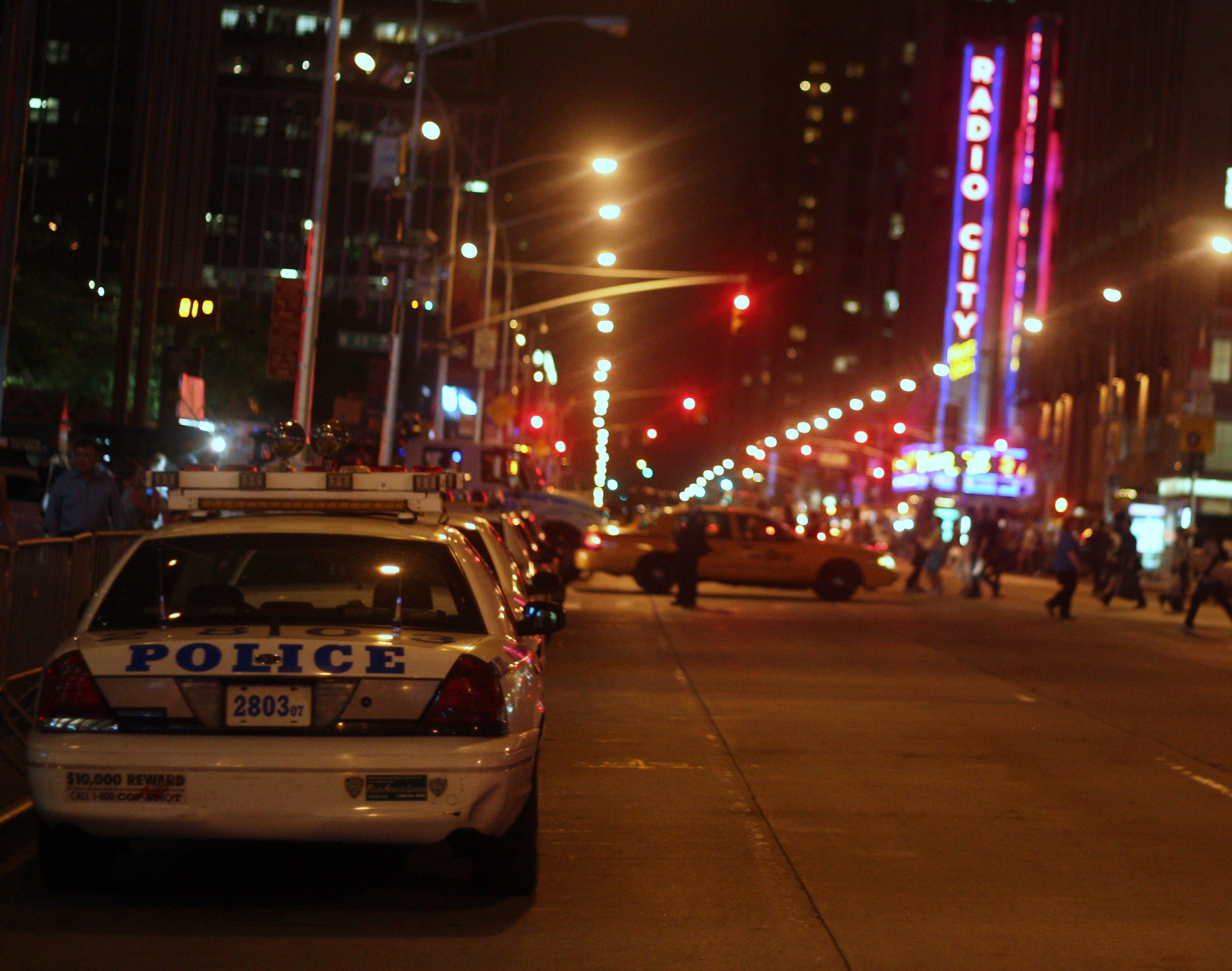
NYPD

## Boroughs
Los Boroughs de Brooklyn, Queens, y Staten Island históricamente tuvieron bajos índices de delito en comparación al Bronx y Manhattan.

### El Bronx
El sur de El Bronx tenía algunos de los barrios de mayor criminalidad del país. Sin embargo, su imagen como un área cargada de pobreza se desarrolló a finales del siglo XIX. La fuga blanca, el abandono de muchos propietarios, cambios económicos y demográficos, y la construcción del Cross Bronx Expressway, contribuyeron a la decadencia del burgo en las décadas desde el 1960.
El Cross Bronx Expressway, completado en 1963, era una parte del proyecto de renovación urbana de Robert Moses para la ciudad de Nueva York. Ahora se sabe que el expressway fue un factor importante en la decadencia urbana extrema experimentada por el burgo en las décadas de 1970 y 1980. Cortando a través del corazón del sur del Bronx, la carretera desplazó miles de residentes de sus casas, así como varios negocios locales. El barrio del este, Trémont en particular, quedó completamente destruido por el Exppressway. Por el contrario, otros estudios han argumentado que la construcción de tales carreteras no hizo daño a las comunidades.
Los barrios ya pobres y de clase trabajadora estaban en desventaja por el valor decreciente de las de propiedades, en combinación con índices de viviendas vacías crecientes. Racialmente la situación se tensó durante el Movimiento por los Derechos Civiles de los años 1950 y 1960, más allá del efecto provocado por la huida de la clase media y por la depauperación de muchos barrios. A raíz de las nuevas políticas que reclamaban que, para lograr el equilibrio racial en las escuelas, los niños debían trasladarse en autobús a otros distritos, los padres que se preocuparon porque que atienden el demográficamente ajustó las escuelas a menudo reubicadas a los suburbios, donde esto no fue una preocupación. Algunos barrios estuvieron considerados indeseables por homegraficas en el tardíos 1960 y la población del área empezó decrecimiento. Además, Segunda Guerra Mundial de correo, políticas de control del alquiler han sido propuestas por un autor cuando contribuyendo a la disminución, por dar dueños de edificio poca motivación para mantener arriba de sus propiedades. Alcalde de Nueva York, John Lindsay (1966–1973), sugirió que carencia de educación y paro alto, limitó las opciones de alojamiento para los inquilinos de ingresos bajos restantes y que esto incitó el reducido por dueños. En cualquier caso, mientras opciones de alojamiento deseable eran escasas, las vacantes más allá aumentaron. En el tardío 1960, por el tiempo la ciudad decidió consolidar casas de bienestar citywide, el índice de vacante de casas en del sur Bronx era ya el más alto de cualquier sitio en la ciudad.

### Brooklyn
Los boroughs de Brownsville, Canarsie y East New York solían ser mayoritariamente italianos y judíos, pero se han convertido en comunidades mayoritariamente negras e hispanas. Con el cambio demográfico que ocurrió entre las décadas de 1950 y 1970, la tasa de criminalidad en Brooklyn aumentó y el distrito perdió casi 500 000 personas, la mayoría de ellas blancas. Esos residentes se mudaron a los barrios vecinos de Queens y Staten Island, además de los condados suburbanos de Long Island y Nueva Jersey.

### Manhattan
A partir de mediados del siglo XIX, Estados Unidos se convirtió en un imán para los inmigrantes que buscaban escapar de la pobreza en sus países de origen. Después de llegar a Nueva York, muchos nuevos inmigrantes terminaron viviendo en la miseria en los barrios bajos del barrio de Five Points. En la década de 1820, el área albergaba muchas casas de juego y burdeles, y era conocido como un lugar peligroso para ir. En 1842, Charles Dickens visitó el área y quedó horrorizado por las horrendas condiciones de vida que vio allí. El área era tan notoria que incluso llamó la atención de Abraham Lincoln, quien visitó allí en 1860 antes de su discurso de Cooper Union. La pandilla predominantemente irlandesa de Five Points fue una de las primeras entidades principales del crimen organizado del país.